# Hubert Gardas
Hubert Gardas, född den 17 april 1957 i Lyon, Frankrike, är en fransk fäktare som tog OS-guld i herrarnas lagtävling i värja i samband med de olympiska fäktningstävlingarna 1980 i Moskva.
Han tog examen från HEC Paris.